# Nasi (título hebraico)
Nasi (em hebraico:  נָשִׂיא nāśīʾ) é um título Hebraico que significa "príncipe" em Hebraico bíblico, "Príncipe [do Sanhedrin]" em Hebraico Mishnaico, ou "presidente" em Hebraico moderno.

## Uso

### Gênesis e Israel antigo
O substantivo nasi (incluindo suas variações gramaticais), ocorre 132 vezes no Texto Massorético da Bíblia Hebraica, e em português é geralmente traduzido como "príncipe", ocasionalmente "capitão". O primeiro uso é para os doze "príncipes" que descenderão de Ismael, no Livro do Gênesis  (Gênesis 17:20), e o segundo uso, em Gênesis 23:6, são os hititas reconhecendo Abraão como "um príncipe piedoso" (nesi elohim em hebraico:  נְשִׂיא אֱלֹהִים).
No Livro de Levítico (Levítico 4:22-26:), nos ritos de sacrifícios para os líderes que erram, há a oferenda especial feita por um "nasi".
No Livro dos Números (Números 7:), o líder de cada tribo é chamado de nasi, e cada um traz um presente para o Tabernáculo. Em Números 34:16-29, ocorrendo 38 anos depois na história bíblica, os nesi'im de cada tribo são listados novamente, como os líderes responsáveis por repartir as heranças tribais.
Mais tarde na história do antigo Israel, o título de nasi foi dado ao governante político da Judéia (Ezequiel 44:2-18; Esdras 1:8). Da mesma forma, a Mishná define o nasi de Levítico 4 como significando o rei.

### Período do Segundo Templo
Durante o Período do Segundo Templo (c. 530 BCE – 70 CE),  o nasi era o membro de mais alto escalão e presidente do Sinédrio, ou Assembléia, inclusive quando funcionava como um tribunal criminal. A posição foi criada em c. 191 AEC, quando o Sinédrio perdeu a confiança na capacidade do Sumo Sacerdote de servir como seu chefe. O ofício de nasi na Terra de Israel era comparável ao ofício de exilarca na Babilônia. Os Romanos reconheciam o nasi como Patriarca dos Judeus, e exigiam que todos os Judeus lhe pagassem um imposto para a manutenção daquele cargo, que tinha uma alta classificação na hierarquia oficial Romana.

### Final do império romano
Esta posição como patriarca ou chefe do tribunal foi restabelecida vários anos após a revolta de Bar-Kokhba.[carece de fontes?] Isso fez do nasi um poder que judeus e romanos respeitavam. A comunidade judaica na Babilônia também reconheceu ele. O nasi controlava a liderança e servia como representante político para as autoridades, enquanto a liderança religiosa era liderada por estudiosos da Torá. O nasi tinha o poder de nomear e suspender líderes comunitários dentro e fora de Israel. Os romanos respeitavam os nasi e davam terras extras e permitiam o controle de seus próprios impostos autossustentáveis. Sob a Lei judaica, intercalar o décimo terceiro mês no calendário hebraico, Adar Bet, era anunciado pelo nasi .
Gamaliel VI foi o último nasi. Ele morreu em 425 EC, após o que Imperador Teodósio II suprimiu o ofício do patriarcado. O imposto patriarcal foi desviado para o tesouro romano a partir de 426.

### Idade Média
O termo "nasi" foi posteriormente aplicado àqueles que ocupavam altos cargos na comunidade judaica e aos judeus que ocupavam posição de destaque nas cortes de governantes não judeus. Certas grandes figuras da história judaica usaram o título, incluindo Judá, o Príncipe (Judá haNasi), o principal redator da Mishná.
Os nasi também prevaleceram durante o reino Franco do século VIII. Eles eram um grupo altamente privilegiado na França carolíngia. Os judeus de Narbonne colaboraram com o Rei Pepino para acabar com o domínio muçulmano sobre sua cidade em 759. Os judeus aceitaram a rendição e Pepino conseguiu conter os sarracenos na Península Ibérica. Pepino recompensou os judeus com terras e privilégios como o direito à autonomia judicial e religiosa sob o governo de sua própria liderança. Os herdeiros do rei e os nasi mantiveram uma relação estreita até o século X.

### Comunidade judaica dos séculos XVII a XX no Iêmen
Segundo o etnólogo Erich Brauer, entre os judeus do Iêmen, o título de nasi era conferido a um homem pertencente à família mais nobre e rica da comunidade. Não havia eleição direta para este cargo. Em geral, o nasi também era um erudito, bem versado na Torá, mas esta não era uma condição para seu ofício. Entre suas funções, era representante da comunidade em todos os seus assuntos perante o governo. Ele também era encarregado de cobrar o imposto anual (ğizya), bem como resolver disputas entre os membros da comunidade.

### Chabad
O termo Nasi foi usado por Rabbi Menachem Mendel Schneersohn para se referir aos líderes espirituais do movimento Chabad. Em particular, ele usou o termo "Nesi Hador" (שיא הדור; "o príncipe da geração") ou "Nesi doreinu" (נשיא דורנו; "o príncipe da nossa geração") para se referir ao sogro, Rabbi Joseph Isaac Schneersohn. Esta frase foi posteriormente adotada pelos próprios seguidores do Rebe para se referir ao próprio Rabino M. M. Schneersohn.

### Hebraico moderno
No hebraico moderno, nasi significa "presidente", e não é usado em seu sentido clássico. A palavra Nasi é usada, em Israel, como o título do Chefe de Estado e Presidente do Supremo Tribunal. Em hebraico, a palavra "príncipe" agora é expressa por um sinônimo: "nasi" (como em Yehuda HaNasi) e nasīkh (נָסִיך).
Muito mais recentemente, o Rabino Adin Steinsaltz tomou o título nasi em uma tentativa de restabelecer o Sinédrio em sua capacidade judicial como o Supremo tribunal do Judaísmo.